# Nanorurki

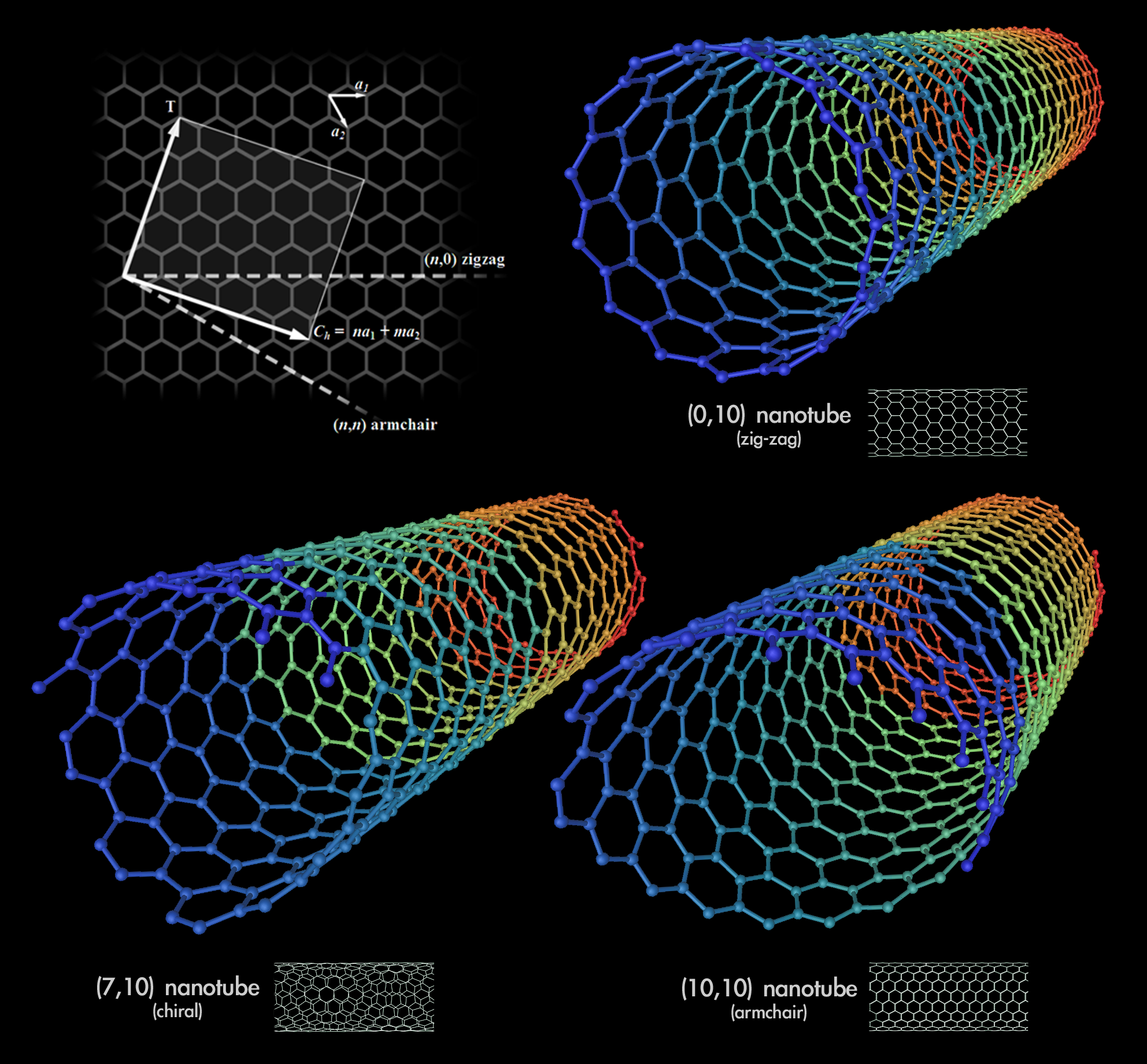
Trójwymiarowe modele struktury jednowarstwowych nanorurek węglowych

Animacja pokazująca trójwymiarową strukturę nanorurki

Nanorurki – struktury nadcząsteczkowe, mające postać pustych w środku walców. Współcześnie najlepiej poznane są nanorurki węglowe. Istnieją jednak także niewęglowe nanorurki (m.in. utworzone z siarczku wolframu) oraz nanorurki utworzone z DNA.

## Nanorurki węglowe
Nanorurki węglowe (CNTs, z ang. carbon nanotubes) są odmianą alotropową węgla obok grafitu, diamentu i fullerenów. Zbudowane są ze zwiniętego grafenu (jednoatomowej warstwy grafitu). Odkryte zostały niedługo po fullerenach, bo w 1991 roku przez Sumio Iijimę w sadzy wygenerowanej poprzez odparowywanie łukowo-wyładowcze elektrody grafitowej. Najcieńsze nanorurki węglowe mają średnicę od rzędu jednego nanometra, a ich długość może być miliony razy większa, przez co przypominają igły lub włosy. Wykazują niezwykłą wytrzymałość na rozciąganie i własności elektryczne, oraz są znakomitymi przewodnikami ciepła. Te własności sprawiają, że są badane jako obiecujące materiały do zastosowań w nanotechnologii, elektronice, optyce i badaniach materiałowych. Obecnie znane są wydajne i stabilne oraz stosunkowo niedrogie metody produkcji, np. metoda CVD (Chemical Vapour Deposition).

## Nanorurki DNA
Z odpowiednio zmodyfikowanego DNA, poprzez przyłączenie do końców jego łańcucha odpowiednich grup umożliwiających kontrolowane sklejanie można w specjalnych warunkach tworzyć złożone kompleksy, które spontanicznie krystalizują, tworząc dwuwymiarowe struktury nazywane warstwami DX.
Struktury te, oprócz tworzenia płaskich warstw można także w odpowiednich warunkach skłonić do utworzenia pustych w środku rurek o średnicy 4-20 nm przypominających rozmiarem i kształtem nanorurki węglowe. Nanorurki DNA mają znacznie gorsze własności mechaniczne i elektryczne od węglowych, można je jednak łatwiej modyfikować chemicznie i łączyć z innymi strukturami nadcząsteczkowymi.

## Nanorurki nieorganiczne
Nanorurki udało się również otrzymać na bazie związków nieorganicznych. Możliwość taką przewidział już w 1930 r. Linus Pauling, jednak po raz pierwszy udało się dowieść istnienia takiej struktury dopiero zespołowi Reshefa Tenne w 1992, który otrzymał je z siarczku wolframu.
W kolejnych latach opracowano metody otrzymywania nanorurek z wielu innych związków nieorganicznych, m.in. z tlenku wanadu, tlenku magnezu, tlenku tytanu, krzemionki, pochodnych borazolu, a także czystej miedzi i bizmutu, które można stosować jako materiały przewodzące prąd elektryczny, suche elektrolity oraz katalizatory reakcji redoks.
Nanorurki nieorganiczne mają zwykle większą gęstość od węglowych i mają mniejszą odporność na rozciąganie, ale za to większą na ściskanie, dzięki czemu można je potencjalnie stosować do produkcji materiałów o wysokiej odporności na przebicie i rozerwanie, np.: do produkcji kamizelek kuloodpornych.